# Luci Atili (prefecte 215 aC)
Luci Atili (en llatí: Lucius Atilius) va ser un militar romà del segle iii aC que formava part de la gens Atília.
Va ser comandant de la guarnició romana a Locres Epizefiris; quan va ser ocupada per Hamílcar (oficial d'Hanníbal Barca) l'any 215 aC, va poder fugir per mar amb les seves forces gràcies a l'ajuda dels locris.